# بيتينا هاوغ
بيتينا هاوغ هي عالمة الإنسان دنماركية، ولدت في 5 ديسمبر 1964.